# Deng Qingming
Deng Qingming (in cinese: 邓清明; Dongji, 16 marzo 1966) è un astronauta cinese.
Il 29 novembre 2022 è partito per la sua prima missione spaziale, la Shenzhou 15, a bordo della Stazione spaziale Tiangong con il ruolo di Operatore. È tornato sulla Terra il 3 giugno 2023 dopo 186 giorni in orbita.